# Tournoi de tennis de River Oaks

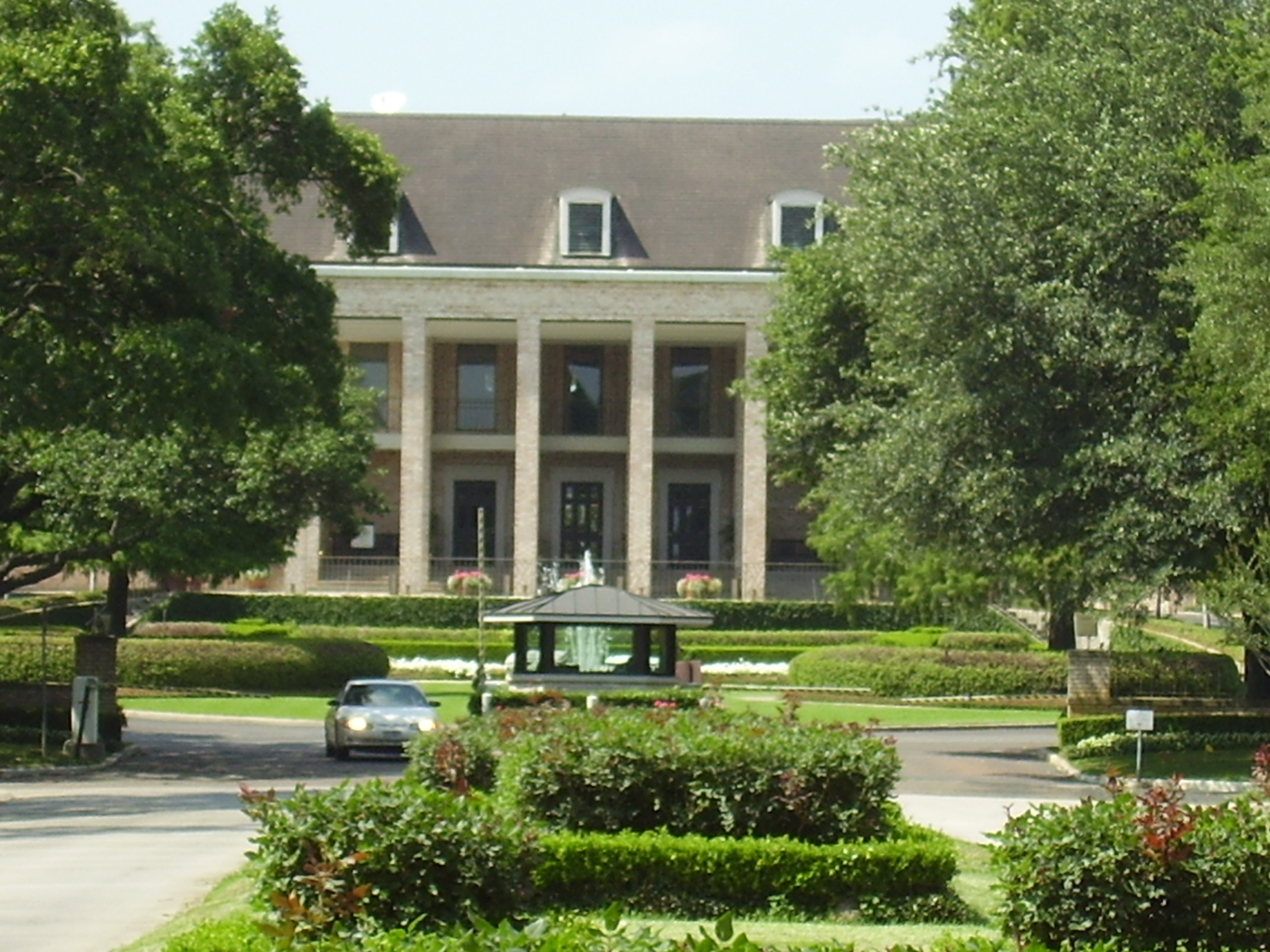
River Oaks Country Club

Le tournoi de River Oaks ou River Oaks International Tennis Tournament était un tournoi de tennis organisé au River Oaks Country Club (Houston, Texas) de 1931 à 2007, mais qui avait disparu du circuit ATP en 1984 pour devenir un tournoi d'exhibition, et a été définitivement arrêté en 2008, après sa fusion avec le US Clay Court. Ce tournoi s'est particulièrement distingué en 1974 en ayant accueilli l'unique finale ayant opposé Björn Borg (17 ans à l'époque) et Rod Laver (de 17 ans son ainé) avec une victoire de ce dernier.

## Palmarès

### Simple
| No       | Date       | Nom et lieu du tournoi | Catégorie      | Dotation       | Surface        | Vainqueur           | Finaliste           | Score                     |                |
| -------- | ---------- | ---------------------- | -------------- | -------------- | -------------- | ------------------- | ------------------- | ------------------------- | -------------- |
| 1        | 1931       | , Houston              |                | NC $           | Terre (ext.)   | Ellsworth Vines     | Bruce Barnes        | 6-3, 6-4, 10-8            |                |
| 2        | 1932       | , Houston              |                | NC $           | Terre (ext.)   | Wilmer Allison      | Jake Hess           | 8-6, 6-3, 6-2             |                |
| 3        | 1933       | , Houston              |                | NC $           | Terre (ext.)   | Frank Parker        | George Lott         | 7-5, 10-12, 6-4, 6-2      |                |
| 4        | 1934       | , Houston              |                | NC $           | Terre (ext.)   | Lester Stoefen      | Wilmer Allison      | 6-2, 6-2, 6-2             |                |
| 5        | 1935       | , Houston              |                | NC $           | Terre (ext.)   | Bryan Grant         | Wilmer Allison      | 6-3, 1-6, 6-4, 6-4        |                |
| 6        | 1936       | , Houston              |                | NC $           | Terre (ext.)   | Bryan Grant         | Wilmer Allison      | 6-4, 4-6, 6-4, 6-0        |                |
| 7        | 05-04-1937 | , Houston              |                | NC $           | Terre (ext.)   | Bryan Grant         | Wilmer Allison      | 4-6, 6-3, 6-3, 7-5        |                |
| 8        | 28-03-1938 | , Houston              |                | NC $           | Terre (ext.)   | Wayne Sabin         | Ernest Sutter       | 6-4, 4-6, 4-6, 6-0, 6-2   |                |
| 9        | 1939       | , Houston              |                | NC $           | Terre (ext.)   | Frank Guernsey      | Frank Kovacs        | 4-6, 7-5, 6-1, 6-3        |                |
| 10       | 15-04-1940 | , Houston              |                | NC $           | Terre (ext.)   | Bobby Riggs         | Bryan Grant         | 7-5, 6-3, 7-5             |                |
| 11       | 21-04-1941 | , Houston              |                | NC $           | Terre (ext.)   | Frank Kovacs        | Bryan Grant         | 6-4, 2-6, 7-5, 6-3        |                |
|          | 1942-1945  | Pas de tournoi         | Pas de tournoi | Pas de tournoi | Pas de tournoi | Pas de tournoi      | Pas de tournoi      | Pas de tournoi            | Pas de tournoi |
| 12       | 15-04-1946 | , Houston              |                | NC $           | Terre (ext.)   | Gardnar Mulloy      | Bill Talbert        | 6-4, 4-6, 6-3, 5-7, 6-4   |                |
| 13       | 07-04-1947 | , Houston              |                | NC $           | Terre (ext.)   | Jack Kramer         | Gardnar Mulloy      | 6-1, 6-0, 6-2             |                |
| 14       | 19-04-1948 | , Houston              |                | NC $           | Terre (ext.)   | Frank Parker        | Bill Talbert        | 9-7, 6-2, 6-1             |                |
| 15       | 20-04-1949 | , Houston              |                | NC $           | Terre (ext.)   | Ted Schroeder       | Bill Talbert        | 6-4, 4-6, 6-1, 6-4        |                |
| 16       | 10-04-1950 | , Houston              |                | NC $           | Terre (ext.)   | Bob Falkenburg      | Ted Schroeder       | 6-0, 15-13, 3-6, 6-4      |                |
| 17       | 23-04-1951 | , Houston              |                | NC $           | Terre (ext.)   | Arthur Larsen       | Herbert Flam        | 6-4, 7-5, 3-6, 10-8       |                |
| 18       | 21-04-1952 | , Houston              |                | NC $           | Terre (ext.)   | Gardnar Mulloy      | Arthur Larsen       | 6-3, 3-6, 3-6, 8-6, 6-4   |                |
| 19       | 26-04-1953 | , Houston              |                | NC $           | Terre (ext.)   | Gardnar Mulloy      | Vic Seixas          | 6-4,5-7, 6-4, 6-2         |                |
| 20       | 19-04-1954 | , Houston              |                | NC $           | Terre (ext.)   | Dick Savitt         | Hamilton Richardson | 4-6, 6-3, 6-4, 7-5        |                |
| 21       | 18-04-1955 | , Houston              |                | NC $           | Terre (ext.)   | Tony Trabert        | Vic Seixas          | 6-0, 6-1, 6-4             |                |
| 22       | 16-04-1956 | , Houston              |                | NC $           | Terre (ext.)   | Hamilton Richardson | Vic Seixas          | 7-5, 6-0, 3-6, 6-4        |                |
| 23       | 22-04-1957 | , Houston              |                | NC $           | Terre (ext.)   | Herbert Flam        | Mervyn Rose         | 7-5, 6-1, 6-4             |                |
| 24       | 14-04-1958 | , Houston              |                | NC $           | Terre (ext.)   | Barry MacKay        | Luis Ayala          | 8-10, 6-4, 6-3, 6-3       |                |
| 25       | 13-04-1959 | , Houston              |                | NC $           | Terre (ext.)   | Bernard Bartzen     | Dick Savitt         | 2-6, 7-5, 4-6, 0-2, ab.   |                |
| 26       | 18-04-1960 | , Houston              |                | NC $           | Terre (ext.)   | Barry MacKay        | Neale Fraser        | 7-5, 6-3, 6-4             |                |
| 27       | 10-04-1961 | , Houston              |                | NC $           | Terre (ext.)   | Rod Laver           | Roy Emerson         | 7-5, 7-5, 1-6, 6-3        |                |
| 28       | 1962       | , Houston              |                | NC $           | Terre (ext.)   | Rod Laver           | Roy Emerson         | 6-1, 7-5, 7-5             |                |
| 29       | 1963       | , Houston              |                | NC $           | Terre (ext.)   | Manuel Santana      | Chuck McKinley      | 6-4, 13-11, 3-6, 2-6, 6-4 |                |
| 30       | 1964       | , Houston              |                | NC $           | Terre (ext.)   | Roy Emerson         | Nikola Pilić        | 6-1, 6-4, 6-2             |                |
| 31       | 1965       | , Houston              |                | NC $           | Terre (ext.)   | Ramanathan Krishnan | Cliff Richey        | 6-4, 2-6, 6-4, 6-3        |                |
| 32       | 11-04-1966 | , Houston              |                | NC $           | Terre (ext.)   | Martin Mulligan     | Nikola Pilić        | 6-2, 3-6, 6-4, 0-6, 4-5   |                |
| 33       | 17-04-1967 | , Houston              |                | NC $           | Terre (ext.)   | John Newcombe       | Tony Roche          | 6-2, 7-5, 6-3             |                |
| 34       | 15-04-1968 | , Houston              |                | NC $           | Terre (ext.)   | Cliff Richey        | Boro Jovanović      | 6-4, 6-1, 6-0             |                |
| Ère Open |            |                        |                |                |                |                     |                     |                           |                |
| 35       | 1969       | , Houston              | Grand Prix     | NC $           | Terre (ext.)   | Željko Franulović   | Rafael Osuna        | 7-5, 6-3, 6-2             |                |
| 36       | 20-04-1970 | , Houston              | Grand Prix     | 25 000 $       | Terre (ext.)   | Clark Graebner      | Cliff Richey        | 2-6, 6-3, 5-7, 6-3, 6-2   |                |
| 37       | 26-04-1971 | , Houston              | Grand Prix     | 25 000 $       | Terre (ext.)   | Cliff Richey        | Clark Graebner      | 6-1, 6-2, 6-2             |                |
| 38       | 10-04-1972 | , Houston              | WCT            | 50 000 $       | Terre (ext.)   | Rod Laver           | Ken Rosewall        | 6-2, 6-4                  |                |
| 39       | 02-04-1973 | , Houston              | WCT            | 50 000 $       | Terre (ext.)   | Ken Rosewall        | Fred Stolle         | 6-4, 6-1, 7-5             |                |
| 40       | 15-04-1974 | , Houston              | WCT            | 50 000 $       | Terre (ext.)   | Rod Laver           | Björn Borg          | 7-6, 6-2                  |                |
| 41       | 21-04-1975 | , Houston              | WCT            | 60 000 $       | Terre (ext.)   | Ken Rosewall        | Cliff Drysdale      | 6-4, 6-7, 6-4             |                |
| 42       | 05-04-1976 | , Houston              | WCT            | 60 000 $       | Terre (ext.)   | Harold Solomon      | Ken Rosewall        | 6-4, 1-6, 6-1             |                |
| 43       | 11-04-1977 | , Houston              | WCT            | 100 000 $      | Terre (ext.)   | Adriano Panatta     | Vitas Gerulaitis    | 7-6, 6-7, 6-1             |                |
| 44       | 17-04-1978 | , Houston              |                | 175 000 $      | Terre (ext.)   | Brian Gottfried     | Ilie Năstase        | 3.6, 6-2, 6-1             |                |
| 45       | 16-04-1979 | , Houston              |                | 175 000 $      | Terre (ext.)   | José Higueras       | Gene Mayer          | 6-3, 2-6, 7-6             |                |
| 46       | 07-04-1980 | , Houston              |                | 175 000 $      | Terre (ext.)   | Ivan Lendl          | Eddie Dibbs         | 6-1, 6-3                  |                |
| 47       | 06-04-1981 | , Houston              |                | 175 000 $      | Terre (ext.)   | Guillermo Vilas     | Sammy Giammalva Jr  | 6-2, 6-3                  |                |
| 48       | 12-04-1982 | , Houston              | WCT            | 300 000 $      | Terre (ext.)   | Ivan Lendl          | José Luis Clerc     | 3-6, 7-6, 6-0, 1-4, ab.   |                |
| 49       | 04-04-1983 | , Houston              | WCT            | 300 000 $      | Terre (ext.)   | Ivan Lendl          | Paul McNamee        | 6-2, 6-0, 6-3             |                |
| 50       | 02-04-1984 | , Houston              | WCT            | 250 000 $      | Terre (ext.)   | Mark Dickson        | Sammy Giammalva Jr  | 6-3, 6-2                  |                |
| 51       | 1985       | , Houston              | Non-ATP        | NC $           | Terre (ext.)   | Paul McNamee        | Anders Järryd       | 7-6, 4-6, 6-4             |                |
| 52       | 1986       | , Houston              | Non-ATP        | NC $           | Terre (ext.)   | Jimmy Arias         | Mats Wilander       | 6-2, 2-6, 6-1             |                |
| 53       | 1987       | , Houston              | Non-ATP        | NC $           | Terre (ext.)   | Jimmy Arias         | Jonas Svensson      | 6-2, 6-4                  |                |
| 54       | 1988       | , Houston              | Non-ATP        | NC $           | Terre (ext.)   | Henri Leconte       | Michael Chang       | 4-6, 7-6, 6-3             |                |
| 55       | 1989       | , Houston              | Non-ATP        | NC $           | Terre (ext.)   | Magnus Gustafsson   | Bruno Orešar        | 6-2, 6-0                  |                |
| 56       | 1990       | , Houston              | Non-ATP        | NC $           | Terre (ext.)   | Richey Reneberg     | Magnus Gustafsson   | 6-4, 6-4                  |                |
| 57       | 1991       | , Houston              | Non-ATP        | NC $           | Terre (ext.)   | Magnus Gustafsson   | Magnus Larsson      | 6-7, 7-6, 6-1             |                |
| 58       | 1992       | , Houston              | Non-ATP        | NC $           | Terre (ext.)   | Bryan Shelton       | Jeff Tarango        | 4-6, 6-3, 6-2             |                |
| 59       | 1993       | , Houston              | Non-ATP        | NC $           | Terre (ext.)   | Richey Reneberg     | Todd Martin         | 5-7, 6-3, 6-3             |                |
| 60       | 1994       | , Houston              | Non-ATP        | NC $           | Terre (ext.)   | Magnus Larsson      | Richey Reneberg     | 6-4, 6-2                  |                |
| 61       | 1995       | , Houston              | Non-ATP        | NC $           | Terre (ext.)   | Mikael Tillström    | Richard Fromberg    | 6-3, 6-4                  |                |
| 62       | 1996       | , Houston              | Non-ATP        | NC $           | Terre (ext.)   | Christian Ruud      | Jeff Tarango        | 3-6, 6-3, 7-5             |                |
| 63       | 1997       | , Houston              | Non-ATP        | NC $           | Terre (ext.)   | Jason Stoltenberg   | Alex O'Brien        | 6-2, 4-6, 7-5             |                |
| 64       | 30-03-1998 | , Houston              | Non-ATP        | NC $           | Terre (ext.)   | Mariano Zabaleta    | Xavier Malisse      | 7-6, 6-2                  |                |
| 65       | 29-03-1999 | , Houston              | Non-ATP        | NC $           | Terre (ext.)   | Vincent Spadea      | Jason Stoltenberg   | 6-4, 6-2                  |                |
| 66       | 03-04-2000 | , Houston              | Non-ATP        | NC $           | Terre (ext.)   | Magnus Larsson      | Roger Federer       | 3-6, 6-1, 7-5             |                |
| 67       | 02-04-2001 | , Houston              | Non-ATP        | NC $           | Terre (ext.)   | Andrei Pavel        | Christian Ruud      | 6-3, 6-4                  |                |
| 68       | 01-04-2002 | , Houston              | Non-ATP        | NC $           | Terre (ext.)   | Michel Kratochvil   | Wayne Ferreira      | 6-4, 4-6, 7-6             |                |
| 69       | 31-03-2003 | , Houston              | Non-ATP        | NC $           | Terre (ext.)   | James Blake         | Wayne Ferreira      | 6-2, 4-6, 6-3             |                |
| 70       | 05-04-2004 | , Houston              | Non-ATP        | NC $           | Terre (ext.)   | Jiří Novák          | Hugo Armando        | Finale non jouée          |                |
| 71       | 04-04-2005 | , Houston              | Non-ATP        | NC $           | Terre (ext.)   | James Blake         | Dmitri Toursounov   | 6-2, 6-3                  |                |
| 72       | 03-04-2006 | , Houston              | Non-ATP        | NC $           | Terre (ext.)   | Victor Hănescu      | Juan Mónaco         | 6-7, 6-4, 7-5             |                |
| 73       | 02-04-2007 | , Houston              | Non-ATP        | NC $           | Terre (ext.)   | Dmitri Toursounov   | Nicolás Massú       | 2-6, 1-0, ab.             |                |

### Double
| No | Date       | Nom et lieu du tournoi | Catégorie  | Dotation  | Surface      | Vainqueurs                      | Finalistes                     | Score         |  |
| -- | ---------- | ---------------------- | ---------- | --------- | ------------ | ------------------------------- | ------------------------------ | ------------- |  |
| 1  | 26-04-1971 | , Houston              | Grand Prix | 25 000 $  | Terre (ext.) | Milan Holeček Onny Parun        | Tom Edlefsen Frank Froehling   | 1-6, 7-6, 6-4 |  |
| 2  | 10-04-1972 | , Houston              | WCT        | 50 000 $  | Terre (ext.) | Roy Emerson Rod Laver           | Ken Rosewall Fred Stolle       | 6-3, 6-3      |  |
| 3  | 02-04-1973 | , Houston              | WCT        | 50 000 $  | Terre (ext.) | Tom Okker Marty Riessen         | Arthur Ashe Roscoe Tanner      | 7-5, 7-5      |  |
| 4  | 15-04-1974 | , Houston              | WCT        | 50 000 $  | Terre (ext.) | Colin Dibley Rod Laver          | Arthur Ashe Roscoe Tanner      | 4-6, 7-6, 6-4 |  |
| 5  | 21-04-1975 | , Houston              | WCT        | 60 000 $  | Terre (ext.) | Robert Lutz Stan Smith          | Mike Estep Russell Simpson     | 7-5, 7-65     |  |
| 6  | 05-04-1976 | , Houston              | WCT        | 60 000 $  | Terre (ext.) | Rod Laver Ken Rosewall          | Charlie Pasarell Allan Stone   | 6-4, 6-2      |  |
| 7  | 11-04-1977 | , Houston              | WCT        | 100 000 $ | Terre (ext.) | Ilie Năstase Adriano Panatta    | John Alexander Phil Dent       | 6-3, 6-4      |  |
| 8  | 17-04-1978 | , Houston              |            | 175 000 $ | Terre (ext.) | Wojtek Fibak Tom Okker          | Tom Leonard Mike Machette      | 7-5, 7-5      |  |
| 9  | 16-04-1979 | , Houston              |            | 175 000 $ | Terre (ext.) | Gene Mayer Sherwood Stewart     | John Alexander Geoff Masters   | 6-1, 5-7, 6-4 |  |
| 10 | 07-04-1980 | , Houston              |            | 175 000 $ | Terre (ext.) | Paul McNamee Peter McNamara     | Marty Riessen Sherwood Stewart | 6-4, 6-4      |  |
| 11 | 06-04-1981 | , Houston              |            | 175 000 $ | Terre (ext.) | Mark Edmondson Sherwood Stewart | Anand Amritraj Fred McNair     | 6-4, 6-3      |  |
| 12 | 12-04-1982 | , Houston              | WCT        | 300 000 $ | Terre (ext.) | Kevin Curren Steve Denton       | Mark Edmondson Peter McNamara  | 7-5, 6-4      |  |
| 13 | 04-04-1983 | , Houston              | WCT        | 300 000 $ | Terre (ext.) | Kevin Curren Steve Denton       | Mark Dickson Tomáš Šmíd        | 7-6, 6-7, 6-1 |  |
| 14 | 02-04-1984 | , Houston              | WCT        | 250 000 $ | Terre (ext.) | Pat Cash Paul McNamee           | David Dowlen Nduka Odizor      | 7-5, 4-6, 6-3 |  |